# Calostigiodes uncinata
Calostigiodes uncinata là một loài bướm đêm trong họ Geometridae.